# Geoffrey Coles
Geoffrey Horsman Coles (* 13. März 1871 in Hastings; † 27. Januar 1916 in Festubert, Frankreich) war ein britischer Sportschütze.

## Erfolge
Geoffrey Coles nahm an den Olympischen Spielen 1908 in London in zwei Disziplinen mit der Freien Pistole teil. In der Einzelkonkurrenz belegte er mit 449 Punkten den elften Platz, während er den Mannschaftswettbewerb an der Seite von Jesse Wallingford, Henry Lynch-Staunton und William Ellicott hinter der US-amerikanischen und der belgischen Mannschaft auf dem dritten Platz abschloss und damit die Bronzemedaille gewann. Coles war mit 459 Punkten der zweitbeste Schütze der Mannschaft.
Er diente bei den Royal Fusiliers. Im Ersten Weltkrieg fiel Coles, der den Rang eines Private bekleidete, 1916 in Festubert.